# Vasile Astărăstoae
Vasile Astărăstoae (n. 1 august 1949, Fălticeni, Suceava, România) este un medic legist român, fost președinte al Colegiului Medicilor din România și fost rector al Universității de Medicină și Farmacie "Grigore T. Popa" din Iași, membru al mai multor organizații științifice naționale și internaționale.

## Biografie
A absolvit în 1967 secția reală a Liceului Nr. 2 din Fălticeni, apoi în 1973 Facultatea de Medicină din cadrul Institutului de Medicină și Farmacie Iași, iar în 1978 Facultatea de Drept din cadrul Universității „Alexandru Ioan Cuza” din Iași.

## Activitatea profesională
În perioada 1973-1977 a fost medic generalist la dispensarul medical Rădășeni, județul Suceava. Între 1977 și 1979 a fost asistent universitar stagiar la disciplina genetică medicală la Universitatea de Medicină și Farmacie „Grigore T. Popa” din Iași, apoi între 1979 și 1990 a fost asistent universitar la disciplina medicină legală. În perioada 1979-1982 a fost medic secundar, apoi între 1982 și 1990 a fost medic principal, iar din 1990 și până în prezent este medic primar, specialitatea anatomie patologică și medicină legală. În anul 1986 obține titlul de Doctor în medicină.
După 1990, Astărăstoae este șeful de lucrări la Medicina Legală U.M.F. Iași între 1990 și 1992, iar din 1992 este conferențiar la aceeași catedră. Începând cu anul 2001, a fost profesor universitar de medicină legală. Vasile Astărăstoae predă medicina legală și cursul de bioetică, deontologie și drept medical și este coordonator al programului de master în bioetică și conducător de doctorat în medicina legală și bioetică.
Între 1993 și 1997 a fost editor a Revistei British Medical Journal (ediția în limba română), iar între 1992 și 1997 secretar general al Revistei Medico-Chirurgicale Iași. Din 2002 este redactor șef al Revistei Române de Bioetică. Din 2005 este editor general al revistei Medica, oficios al Colegiului Medicilor din România. În 2004-2008 a fost realizator și prezentator al emisiunii Dreptul la sănătate Pro TV Iași, iar din 2008 realizator și prezentator al emisiunii Izvoare de sănătate la TVR 3. Din 2006 este redactor la jurnalul Human Reproduction and Genetic Ethics (An International Journal).
În 1992-1995 a fost coordonator al Colecției Bioetica a Editurii Synposion (în care au apărut cinci volume), din 2006 membru în Comitetul Director de Bioetică (CDBI) al Consiliului Europei (Strasbourg).  Din 2005 este expert în bioetică al UNESCO. Din 2006 până în prezent este Președinte al Comisiei de Etică a UMF „Gr.T.Popa” Iași, din 2004 președinte al Comitetului de Bioetică din cadrul Colegiului Medicilor din România, iar din 2005 până în prezent este președinte al Comisiei de Bioetică a Ministerului Sănătății Publice. Din 2006 este președinte al Societății Române de Medicină a Somnului.

### Activitate managerială
Vasile Astărăstoae în perioada 1990-1996 a fost prodecan al Facultății de Medicină Iași, iar în perioada 2008-2015 a fost rector al Universității de Medicină și Farmacie „Grigore T. Popa” din Iași. În 1996-1999 a fost membru în Consiliul Colegiului Medicilor Iași, iar din 1999 este președinte al Colegiului Medicilor Iași. În intervalul 2003–2007 a fost secretar general al Colegiului Medicilor din România, iar din 2007 este președinte al Colegiului Medicilor din România. În perioada 1997-1998 a fost director al Direcției Sanitare Județene Iași, iar din 2001 este director al Institutului de Medicină Legală Iași.
Vasile Astărăstoae este membru fondator a șase ONG-uri (Fundația Soros pentru o societate deschisă, Asociația pentru sănătate, Alianța Civică Iași, Șanse egale pentru femei, ARAS, Grupul pentru Dialog Social-Iași).

## Activitate politică
În 1996-2000 a fost consilier județean și președinte al Comisiei Medicale al Consiliului Județean Iași, în 2000-2004 consilier județean al Consiliul Județean Iași, iar în 1998-2004 președinte al Comitetului Județean Iași al Societății de Cruce Roșie.

## Controverse

### Gripa porcină
În anul 2009, în contextul pandemiei de gripă porcină, Astărăstoae a declarat că i se par exagerate măsurile cerute și că i se pare "suspect" ca pandemia de gripă a apărut exact în momentul în care se discuta despre o reducere a cotizației către Organizația Mondială a Sănătății.

### Conflict de interese
Medicul Vasile Astărăstoae a fost condamnat definitiv în iulie 2014 de către Înalta Curte de Casație și Justiție pentru conflict de interese, provocând un prejudiciu de aproximativ 50.000 de euro. Procesul fusese pornit după ce procurorii Agenția Națională de Integritate a constatat că oficialul s-a angajat pe sine și pe fiica sa în mai multe proiecte europene derulate de instituțiile pe care le conducea. Astărăstoae a fost condamnat la un an și șase luni de închisoare, cu suspendare, și obligat să renunțe la funcțiile publice. Acesta s-a retras din funcția de rector al Universității de Medicină și Farmacie din Iași doar anul următor, după ce a fost dezvăluit că mai mulți profesori din instituția pe care o conducea au fost arestați pentru luare de mită. Deși condamnat, Astărăstoae nu și-a recunoscut vina, acuzând serviciile române de informații și procuratura că duc o campanie împotriva medicilor români, comparându-se cu o victimă a lui Stalin.

### Licitații trucate
În anul 2011, Astărăstoae, pe atunci rector al Universității de Medicină și Farmacie din Iași, a fost inculpat într-un dosar de corupție, alături de 18 alte persoane, fiind acuzat de fraudarea unui proiect cu fonduri europene în valoare de 1 milion de euro. Acesta ar fi atribuit contractul de execuție a proiectului în mod preferențial. În anul 2017, Astărăstoae a fost condamnat în primă instanță la doi ani de închisoare cu suspendare. În urma recursului, acesta a fost achitat în decembrie 2019 după ce schimbarea cadrului legal a permis ca o parte fundamentală din probele împotriva sa să fie distruse.

### Pandemia de COVID-19
În contextul pandemiei de COVID-19, Astărăstoae a răspândit în repetate rânduri informații false despre gravitatea bolii și a situației epidemiologice, contestând inclusiv mortalitatea la persoanele infectate cu virusul SARS-CoV-2. S-a poziționat împotriva oricărui fel de obligativitate a vaccinării pentru a opri pandemia și, neîntemeiat și neavând pregătire în domeniul imunologiei, susține că vaccinurile moderne sunt periculoase pentru pacient.

## Lucrări publicate
A publicat peste 230 de lucrări științifice și comunicate. Este autor și coautor a peste 30 de cărți, tratate și cursuri, din domeniile medicină legală, bioetică, psihiatrie, genetică, criminologie, sociologie, victimologie.
- T. Ciornea, Gh. Scripcaru, O. Loghin, D. Radu, Gh. Drăghici, V. Astărăstoae. Medicina Legală - Definiții și interpretări. Ed. Junimea, Iași, 1986
- Gh. Scripcaru, V. Astărăstoae, C. Scripcaru. Elemente de deontologie și drept medical. U.M.F. Iași, 1992
- V. Astărăstoae, C. Scripcaru, R. Mosanu. Elemente practice de medicină legală. U.M.F. Iași, 1992
- V. Astărăstoae, Carmen Grigoriu, C. Scripcaru. Ghid practic de Medicină legală pentru juriști. Ed. Contact Internațional, 1993
- Gh. Scripcaru, V. Astărăstoae, C. Scripcaru. Principii de bioetică, Deontologie și Drept medical. Ed. Omnia, 1994
- Bioetica vs. suicid (sub redactia V. Astărăstoae). Colecția Bioetica (2), Ed. Synposion 1994
- V. Astărăstoae, J.F.Chassagne, Sorana Cotuțiu Dobre. Odonto-stomatologie medico-legală. Editura Moldova, Iași, 1995
- Tratat de medicină legală (sub redactia Vl. Beliș). Editura Medicală, București, 1995
- V. Astărăstoae, C. Scripcaru, Anca Indrei, L.L. Indrei. Bioetica o perspectivă europeană (sub redacția Gh. Scripcaru). Editura Simpozion, Iași, 1995
- Gh. Scripcaru, V. Chiriță, P. Boișteanu, V. Astărăstoae. Psihiatria și condiția umană (sub redacția lui Petre Brânzei). Editura Psihomnia, Iași, 1995
- P. Brânzei, V. Chiriță, P. Boișteanu, N. Cosmovici, V. Astărăstoae. Elemente de semiologie psihiatrică și psihodiagnostic. Editura Psihomnia, Iași, 1995
- Mircea Rusu, A. V. Ciurea, Nicolai Ianovici, Vasile Astărăstoae. Neurochirurgia - note de curs (sub redacția Nicolai Ianovici). Casa editorială „Demiurg", Iași, 1996
- Vasile Astărăstoae, Laura Bozomitu, Petru Florescu, Stela Goția, Ivona Lupașcu. Sida, Realitate și Mit. Editura Junimea, Iași,1998
- Vasile Astărăstoae, Almoș Bella Triff. Essentialia in Bioetica. Editura Cantes, Iași, 1998
- Gh. Scripcaru, Aman Ciucă, Vasile Astărăstoae. Bioetica, științele vieții și drepturile omului. Editura Polirom, Iași, 1998.
- Boala polichistică renală autosomal dominanta (ADPKD) (sub redacția Mircea Covic, Adrian Covic). Editura Polirom, Iași, 1999
- Almoș Bela Trif, Vasile Astărăstoae. Responsabilitatea juridică medicală în România. Editura Polirom, Iași, 2000
- Terapeutica medicala (sub redactia M. Covic și G. Ungureanu). Editura Polirom, Iași, 2000
- Gh. Scripcaru, V. Astărăstoae, P. Boișteanu, V. Chiriță, C. Scripcaru. Psihiatrie medico-legală. Editura Polirim, Iași, 2002
- V. Astărăstoae,  Ortansa Stoica. Bioetica versus genetică. Editura Polirom, Iași, 2002
- Trif Bela  Almoș, V. Astărăstoae, Liviu Cocora.  Euthanasia , Suicidul Asistat, Eugenia - Mari dileme ale umanității. Editura Infomedica, București, 2002
- Gh. Scripcaru, Aurora Ciuca, V. Astărăstoae, C. Scripcaru. Introducere în Biodrept, de la bioetica la biodrept. Editura Lumina Lex, București, 2003
- Gh. Scripcaru, V. Astărăstoae. Criminologie clinică. Editura Polirom, Iași, 2003
- Genetica medicală (sub Red. Mircea Covic, Dragoș Ștefănescu, Ionel Sandovici). Editura Polirom, Iași, 2004
- L. Cocora, Beatrice Ioan, V. Astărăstoae. Bioetica stărilor terminale. Ed. Universității Lucian Blaga, Sibiu, 2004
- Beatrice Ioan, Cristina Gavrilovici, Vasile Astărăstoae. Bioetica - cazuri celebre. Ed. Junimea, Iași, 2005
- Gh. Scripcaru, V. Astărăstoae. Medicina Legală pentru juriști. Ed.Polirom,  Iași,  2005